# Okres Hodonín
Hodonín (Duits: Göding) is een district (Tsjechisch: Okres) in de Tsjechische regio Zuid-Moravië. De hoofdstad is Hodonín. Het district bestaat uit 82 gemeenten (Tsjechisch: Obec). De gemeente Mouchnice hoort sinds 1 januari 2007 bij de okres Vyškov, daarvoor hoorde deze bij Hodonín.

## Lijst van gemeenten
De obcí (gemeenten) van de okres Hodonín. De vetgedrukte plaatsen hebben stadsrechten.
Archlebov
- Blatnice pod Svatým Antonínkem
- Blatnička
- Bukovany
- Bzenec
- Čejč
- Čejkovice
- Čeložnice
- Dambořice
- Dolní Bojanovice
- Domanín
- Dražůvky
- Dubňany
- Hodonín
- Hovorany
- Hroznová Lhota
- Hrubá Vrbka
- Hýsly
- Javorník
- Ježov
- Josefov
- Karlín
- Kelčany
- Kněždub
- Kostelec
- Kozojídky
- Kuželov
- Kyjov
- Labuty
- Lipov
- Louka
- Lovčice
- Lužice
- Malá Vrbka
- Mikulčice
- Milotice
- Moravany
- Moravský Písek
- Mouchnice
- Mutěnice
- Násedlovice
- Nechvalín
- Nenkovice
- Nová Lhota
- Nový Poddvorov
- Ostrovánky
- Petrov
- Prušánky
- Radějov
- Ratíškovice
- Rohatec
- Skalka
- Skoronice
- Sobůlky
- Starý Poddvorov
- Stavěšice
- Strážnice
- Strážovice
- Sudoměřice
- Suchov
- Svatobořice-Mistřín
- Syrovín
- Šardice
- Tasov
- Těmice
- Terezín
- Tvarožná Lhota
- Uhřice
- Vacenovice
- Velká nad Veličkou
- Veselí nad Moravou
- Věteřov
- Vlkoš
- Vnorovy
- Vracov
- Vřesovice
- Žádovice
- Žarošice
- Ždánice
- Želetice
- Žeravice
- Žeraviny
Blansko · Břeclav · Brno-město · -venkov · Hodonín · Vyškov · Znojmo